# After School Session
Az After School Session volt Chuck Berry első nagylemeze, 1957-ben jelent meg.

## Számok
1. oldal
1. "School Days (Ring Ring Goes the Bell)" – 2:43
2. "Deep Feeling" – 2:21
3. "Too Much Monkey Business" – 2:56
4. "Wee Wee Hours" – 3:05
5. "Roly Poly" – 2:51
6. "No Money Down" – 2:59

2. oldal
1. "Brown Eyed Handsome Man" – 2:19
2. "Berry Pickin'" – 2:33
3. "Together (We'll Always Be)" – 2:39
4. "Havana Moon" – 3:09
5. "Downbound Train" – 2:51
6. "Drifting Heart" – 2:50

## Tagjai
- Chuck Berry - gitár, ének
- Johnnie Johnson – zongora
- Willie Dixon – nagybőgő
- Fred Below – dob
- Leroy C. Davis – tenorszaxofon
- Jasper Thomas – dob
- Ebby Hardy – dob
- Otis Spann – zongora
- Jimmy Rogers – gitár